# Marvin Hamlisch
Marvin Frederick Hamlisch (ur. 2 czerwca 1944 w Nowym Jorku, zm. 6 sierpnia 2012 w Los Angeles) – amerykański kompozytor i dyrygent, którego prace wykorzystywane były w filmie i teatrze od lat 60. XX wieku, do początku XXI wieku. Karierę rozpoczął w roku 1964 w roli pianisty, pracując przy musicalu Zabawna dziewczyna, w którym grała Barbra Streisand. W latach 90. był kierownikiem muzycznym i aranżerem jej trasy koncertowej, a później także dyrygentem kilku orkiestr popowych. Hamlisch był jedną z 12 osób, które zdobyły wszystkie cztery nagrody: Emmy, Grammy, Oscar i Tony. Był on jedną z dwóch osób (obok Richarda Rodgersa), które zdobyły te cztery wyróżnienia, a także nagrodę Pulitzera.

## Życiorys

### Młodość
Hamlisch urodził się na Manhattanie, jego rodzice, Lilly (z domu Schachter) i Max Hamlisch, byli urodzonymi w Wiedniu Żydami. Jego ojciec był akordeonistą i szefem zespołu. Hamlisch był cudownym dzieckiem i, przed piątymi urodzinami, zaczął imitować grę na pianinie, którą słyszał w radiu. W 1951 roku, kilka miesięcy przed siódmymi urodzinami, został przyjęty do oddziału szkoły, który teraz nazywa się Juilliard School Pre-College Division.
Karierę rozpoczął, pracując jako pianista podczas prób broadwayowskiego musicalu Zabawna dziewczyna (1964) z udziałem Barbry Streisand. Do branży filmowej trafił po tym jak spotkał producenta Sama Spiegela podczas imprezy, na której Hamlisch był zatrudniony jako pianista. Dzięki tej znajomości powstała muzyka do filmu Pływak. W młodości jego ulubionymi musicalami były: My Fair Lady (1956), Gypsy (1959), West Side Story (1957) i Bye Bye Birdie (1960). Hamlisch uczęszczał do Queens College, gdzie w 1967 roku uzyskał stopień Bachelor of Arts.

### Muzyka filmowa
Mimo że piosenka „The Travelin’ Life”, którą napisał będąc nastolatkiem (tytuł oryginalny: „Travelin’ Man”), pojawiła się na debiutanckim albumie Lizy Minnelli, jego pierwszym przebojem, opublikowanym, gdy muzyk miał 21 lat, był utwór „Sunshine, Lollipops and Rainbows”. Napisany wspólnie z Howardem Lieblingiem (autor słów), nagrany został przez Lesley Gore, a singiel z tą piosenką w 1965 roku dotarł do miejsca 13. na liście Hot 100 „Billboardu”. Pierwszą muzyką filmową jego autorstwa była skomponowana do filmu Pływak (1968). Później napisał on muzykę do kilku wczesnych filmów Woody’ego Allena, m.in. Bierz forsę i w nogi (1969) i Bananowy czubek (1971). Hamlisch był współautorem piosenki „California Nights” (autor słów: Howard Liebling), nagranej przez Lesley Gore i wydanej pod koniec 1966 roku. Wyprodukowany przez Boba Crewe’a singiel dotarł do pozycji 16. na liście Hot 100 w marcu 1967 roku.

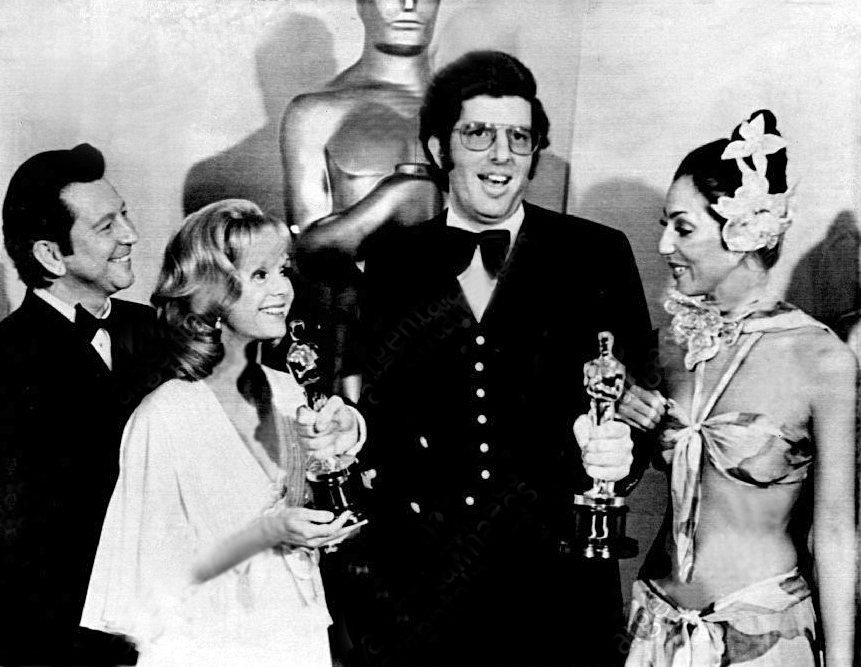
Hamlisch (w wieku 29 lat) trzymający dwie z trzech statuetek Oscara, które zdobył w 1974 r.; obok muzyka (od lewej): Donald O’Connor, Debbie Reynolds i Cher

Wśród jego popularniejszych dzieł w latach 70. były adaptacje muzyki ragtime Scotta Joplina do filmu Żądło (1973), m.in. piosenka przewodnia z tej komedii kryminalnej, „The Entertainer”. Ta instrumentalna aranżacja Hamlischa była numerem 1 na liście Adult Contemporary „Billboardu”, a w zestawieniu Hot 100 znalazła się na pozycji 3.. Wielkie sukcesy przyniósł mu rok 1974, kiedy Hamlisch zdobył dwa Oscary za piosenkę tytułową i ścieżkę dźwiękową do filmu Tacy byliśmy oraz tę samą nagrodę za muzykę do obrazu Żądło. Tym samym Hamlisch został drugą osobą, która podczas jednej ceremonii rozdania Oscarów wywalczyła trzy statuetki (wcześniej dokonał tego Billy Wilder). W tym samym roku wygrał on cztery nagrody Grammy, w tym dwie za materiał do dramatu romantycznego Tacy byliśmy. W 1975 roku napisał temat muzyczny, który był motywem przewodnim porannego programu telewizyjnego Good Morning America. Był też współautorem, wraz z ówczesną dziewczyną Carole Bayer Sager, piosenki „Nobody Does It Better” do filmu Szpieg, który mnie kochał (1977), która była nominowana do Oscara. W latach 80. odniósł sukces dzięki napisaniu ścieżki dźwiękowej do dramatów filmowych: Zwyczajni ludzie (1980) i Wybór Zofii (1982). W 1986 roku otrzymał nominację do Oscara za piosenkę do filmu Chór (1985). Jednym z ostatnich projektów, w których brał udział, był wyreżyserowany przez Stevena Soderbergha komediodramat kryminalny Intrygant (2009), w którym wystąpił Matt Damon. Przed śmiercią ukończył swoją pierwszą książkę dla dzieci Marvin Makes Music, którą wydano wraz z płytą CD zawierającą piosenkę „The Music in My Mind” ze słowami autorstwa Ruperta Holmesa. Był też autorem ścieżki dźwiękowej do filmu Wielki Liberace (2013), wyreżyserowanego przez Soderbergha, w którym zagrali Damon i Michael Douglas jako tytułowy Liberace.

### Scena
W 1972 roku Hamlisch zagrał na fortepianie w przedstawieniu An Evening with Groucho w nowojorskiej sali koncertowej Carnegie Hall, gdzie głównym bohaterem wydarzenia był Groucho Marx; była to pierwsza ważniejsza praca sceniczna w dorobku kompozytora. Hamlisch wystąpił jako akompaniator, natomiast Marx wspominał ze sceny swoją karierę w show-biznesie. Występ opublikowany został na podwójnym albumie przez wydawnictwo A&M Records. W 2018 roku materiał, nagrany podczas występu w Carnegie Hall, trafił (jako „kulturalnie, historycznie lub artystycznie znaczący”) na amerykańską listę National Recording Registry, prowadzoną przez Bibliotekę Kongresu.
Hamlisch skomponował muzykę do broadwayowskiego musicalu A Chorus Line, którego premiera miała miejsce w 1975 roku. Za tę pracę zdobył zarówno Tony Award jak i nagrodę Pulitzera. Kompozytor napisał też utwory do musicalu They’re Playing Our Song z 1978 roku, którego fabuła została luźno oparta na jego relacji z Carole Bayer Sager. Kolejny musical, Jean Seberg (1983), którego historię oparto na prawdziwym życiu aktorki, nie odniósł sukcesu w londyńskiej produkcji wystawianej na scenach brytyjskiej kompanii teatralnej National Theatre i nigdy nie grano go w Stanach Zjednoczonych. Produkcja Smile (1986), która była przez krótki czas, bez powodzenia, wystawiana na Broadwayu. Musical The Goodbye Girl Neila Simona z 1993 roku, będący adaptacją filmu Dziewczyna na pożegnanie (1977), zamknięto po zaledwie 188 przedstawieniach.
Niedługo przed śmiercią, Hamlisch ukończył tworzenie muzyki do musicalowej wersji filmu Zwariowany profesor (1963). Przedstawienie było grane od lipca do sierpnia 2012 roku w Tennessee Performing Arts Center (TPAC) w Nashville. Scenariusz do tego musicalu napisał Rupert Holmes, a reżyserem produkcji był Jerry Lewis.

### Dyrygent

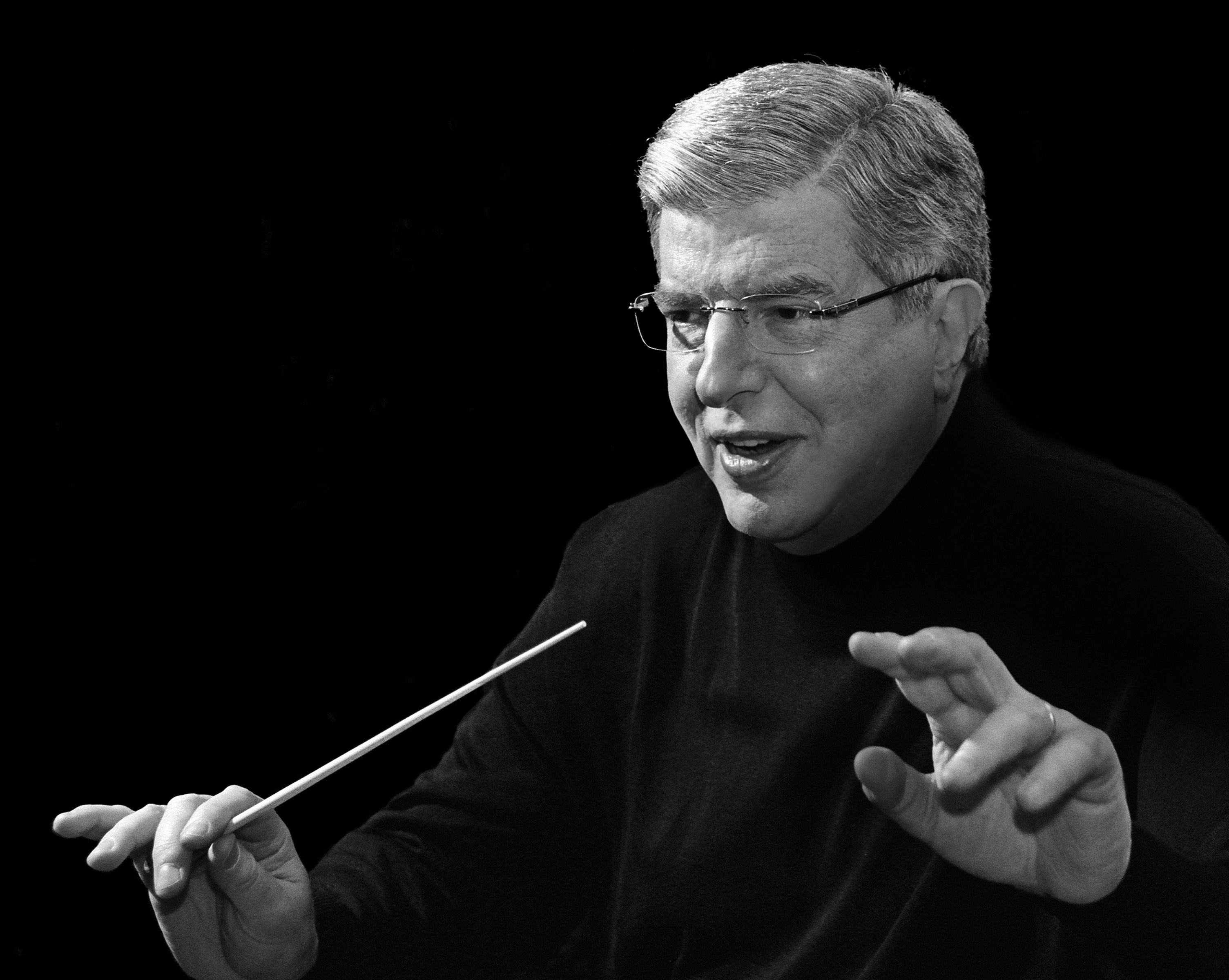
Dyrygujący Hamlisch (2008)

Hamlisch był kierownikiem muzycznym i aranżerem trasy koncertowej Barbry Streisand po Stanach Zjednoczonych i Anglii z 1994 roku. Tę samą funkcję pełnił w specjalnym programie telewizyjnym, Barbra Streisand: The Concert, za który otrzymał dwie nagrody Emmy (1995: Outstanding Individual Achievement in Music and Lyrics, Outstanding Individual Achievement in Music Direction). W 1996 roku był on dyrygentem podczas trasy koncertowej promującej album Dedicated to the One I Love Lindy Ronstadt.
Piastował także stanowisko głównego dyrygenta orkiestr popowych w: Pittsburgh Symphony Orchestra (w 1995 został pierwszą osobą pełniącą tę funkcję w PSO), Milwaukee Symphony Orchestra (2008–2012), San Diego Symphony (2006–2012), Seattle Symphony (2008–2012), Dallas Symphony Orchestra (2010–2012), Buffalo Philharmonic Orchestra (2003–2007), National Symphony Orchestra (2000–2011), Pasadena Symphony and Pops (2011–2012) oraz Baltimore Symphony Orchestra (1996–2000). Przed śmiercią Hamlisch przygotowywał się do objęcia posady głównego dyrygenta orkiestry Philly Pops (Philadelphia Orchestra), a także planował prowadzenie New York Philharmonic podczas koncertu sylwestrowego.

## Wyróżnienia

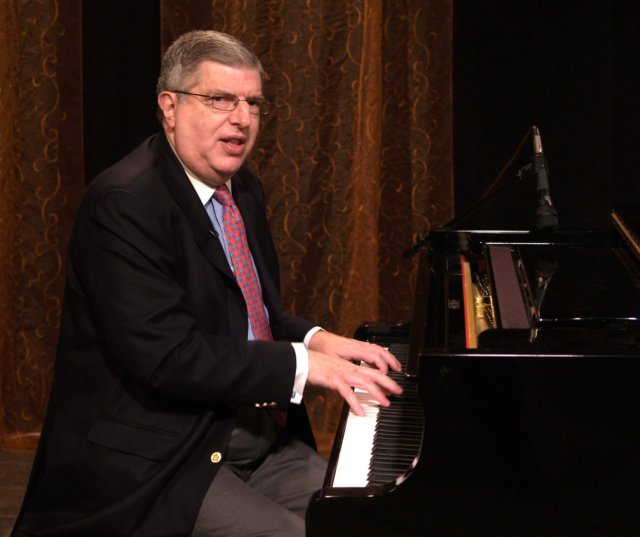
Hamlisch przy fortepianie (2006)

Hamlisch był jedną z dwunastu osób, które uhonorowano nagrodami: Emmy, Grammy, Oscar i Tony. Kolekcja wszystkich czterech nagród określane jest jako „EGOT”. Muzyk jest jedną z dwóch osób, które zdobyły te cztery wyróżnienia oraz nagrodę Pulitzera (drugi laureat to Richard Rodgers). Jest on jedyną osobą, wyłączając reżyserów i scenarzystów, która w jeden wieczór zdobyła przynajmniej trzy statuetki Nagrody Akademii. Był też laureatem dwóch Złotych Globów. Spośród 11 nominacji (1972–2010) w filmowych kategoriach Best Original Score (3) i Best Original Song (8) kompozytor obie nagrody zdobył w kategorii najlepsza piosenka: „Life Is What You Make It” (1972) i „The Way We Were” (1974).
Siedmiokrotnie nominowano go do nagrody Emmy, przy czym otrzymał cztery statuetki (dwukrotnie 1995, a później w 1999 i 2001), w tym dwukrotnie za dyrygenturę telewizyjnych programów specjalnych z udziałem Barbry Streisand (1995, 2001). W 1976 roku uhonorowany został, wraz z Michaelem Bennettem, Jamesem Kirkwoodem, Nicholasem Dante i Edwardem Klebanem, nagrodą Pulitzera w dziedzinie twórczości dramatycznej za wkład muzyczny do broadwayowskiej produkcji A Chorus Line.
W 1986 roku Hamlisch został włączony do grona członków Songwriters Hall of Fame. W 2008 roku wprowadzono go do Long Island Music Hall of Fame. W tym samym roku Hamlischa uhonorowano przyjęciem w poczet amerykańskiej Theater Hall of Fame. W 2009 roku Hamlisch został laureatem Lifetime Achievement Award podczas rozdania World Soundtrack Awards w belgijskim mieście Gandawa.

### Oscary
| Oscar za najlepszą piosenkę oryginalną | Oscar za najlepszą piosenkę oryginalną | Oscar za najlepszą piosenkę oryginalną | Oscar za najlepszą piosenkę oryginalną | Oscar za najlepszą piosenkę oryginalną |
| Rok                                    | Tytuł piosenki                         | Tytuł filmu                            | Rezultat                               | Źr.                                    |
| -------------------------------------- | -------------------------------------- | -------------------------------------- | -------------------------------------- | -------------------------------------- |
| 1972                                   | „Life Is What You Make It”             | Kotch                                  | Nominacja                              | [ 78 ]                                 |
| 1974                                   | „The Way We Were”                      | Tacy byliśmy                           | Wygrana                                | [ 23 ]                                 |
| 1978                                   | „Nobody Does It Better”                | Szpieg, który mnie kochał              | Nominacja                              | [ 27 ]                                 |
| 1979                                   | „The Last Time I Felt Like This”       | Za rok o tej samej porze               | Nominacja                              | [ 79 ]                                 |
| 1980                                   | „Through the Eyes of Love”             | Zamki na lodzie (1978)                 | Nominacja                              | [ 80 ]                                 |
| 1986                                   | „Surprise Surprise”                    | Chór                                   | Nominacja                              | [ 28 ]                                 |
| 1990                                   | „The Girl Who Used to Be Me”           | Shirley Valentine                      | Nominacja                              | [ 81 ]                                 |
| 1997                                   | „I Finally Found Someone”              | Miłość ma dwie twarze                  | Nominacja                              | [ 82 ]                                 |

| Oscar za najlepszą muzykę filmową | Oscar za najlepszą muzykę filmową                           | Oscar za najlepszą muzykę filmową | Oscar za najlepszą muzykę filmową | Oscar za najlepszą muzykę filmową |
| Rok                               | Nazwa kategorii                                             | Tytuł filmu                       | Rezultat                          | Źr.                               |
| --------------------------------- | ----------------------------------------------------------- | --------------------------------- | --------------------------------- | --------------------------------- |
| 1974                              | Original Dramatic Score                                     | Tacy byliśmy                      | Wygrana                           | [ 23 ]                            |
| 1974                              | Original Song Score and Adaptation Score / Adaptation Score | Żądło                             | Wygrana                           | [ 23 ]                            |
| 1983                              | Original Score                                              | Wybór Zofii                       | Nominacja                         | [ 83 ]                            |

## Życie prywatne
W latach 70. XX wieku Hamlisch był związany z tekściarką Carole Bayer Sager. Związek ten zakończuył się pod koniec dekady, ale wcześniej zainspirował go do stworzenia musicalu They’re Playing Our Song (1978). W maju 1989 roku Hamlisch poślubił Terre Blair, niezależną producentkę programów telewizyjnych, która była też dziennikarką telewizyjną zajmującą się przeprowadzaniem wywiadów. Małżeństwo trwało aż do śmierci muzyka.

## Śmierć
Hamlisch zmarł 6 sierpnia 2012 roku; powodem śmierci było zatrzymanie oddechu. Barbra Streisand w swoim oświadczeniu stwierdziła: „tym, co powodowało, że przebywanie z nim było przyjemnością, był jego błyskotliwie szybki umysł, jego szczodrość oraz doskonałe poczucie humoru”. Aretha Franklin nazwała go „klasykiem i jedynym w swoim rodzaju”, a także jednym z „największych” (all-time great) aranżerów i producentów.

### Upamiętnienie
W hołdzie pamięci Hamlischa 8 sierpnia o godzinie 20:00 (EDT) oświetlenie zadaszeń nad wejściami do 40 broadwayowskich teatrów zostało przygaszone na jedną minutę . Podczas nabożeństwa żałobnego, które odbyło się 18 września 2012 roku, Barbra Streisand, Aretha Franklin i Liza Minnelli śpiewały na zmianę piosenki skomponowane przez Hamlischa. W trakcie ceremonii rozdania Oscarów w 2013 roku Streisand zaśpiewała ku pamięci kompozytora piosenkę „The Way We Were”, do której muzykę napisał Hamlisch.

## Dzieła

### Symfonia
19 listopada 1991 roku Dallas Symphony Orchestra wykonała rzadką symfoniczną suitę Anatomy of Peace (Symphonic Suite in one Movement for Full Orchestra / Chorus / Child Vocal Soloist). W 1994 roku partytura wykonywana była w Paryżu, co miało upamiętnić lądowanie w Normandii. Dzieło Hamlischa w 1992 roku zostało nagrane przez Dallas Symphony Orchestra (dyrygent: Eduardo Mata).

### Teatr
| Rok  | Tytuł                    | Uwagi                                                | Źr.    |
| ---- | ------------------------ | ---------------------------------------------------- | ------ |
| 1973 | Huśtawka                 | kompozycje taneczne                                  | [ 97 ] |
| 1975 | A Chorus Line            | Tony Award, nagroda Pulitzera                        | [ 97 ] |
| 1978 | They’re Playing Our Song |                                                      | [ 97 ] |
| 1983 | Jean Seberg              | musical wystawiany w Royal National Theatre (Londyn) | [ 98 ] |
| 1986 | Smile                    |                                                      | [ 97 ] |
| 1993 | The Goodbye Girl         |                                                      | [ 97 ] |
| 2002 | Sweet Smell of Success   | Tony Award (Original Musical Score)                  | [ 97 ] |
| 2002 | Imaginary Friends        | sztuka teatralna z muzyką                            | [ 97 ] |
| 2012 | The Nutty Professor      | musicalowa wersja filmu Zwariowany profesor (1963)   | [ 46 ] |

### Film
| Rok  | Tytuł                                                         | Tytuł oryginalny              | Uwagi | Źr.             |
| ---- | ------------------------------------------------------------- | ----------------------------- | --- | --------------- |
| 1968 | Pływak                                                        | The Swimmer                   | obsada: Burt Lancaster | [ 101 ]         |
| 1969 | Bierz forsę i w nogi                                          | Take the Money and Run        | reż. Woody Allen | [ 102 ]         |
| 1969 | Kwietniowe szaleństwa                                         | The April Fools               | | [ 103 ]         |
| 1970 | Move                                                          | –                             | | [ 104 ]         |
| 1970 | Ostatni wojownik                                              | Flap                          | | [ 105 ]         |
| 1971 | Coś wielkiego                                                 | Something Big                 | | [ 106 ]         |
| 1971 | Kotch                                                         | –                             | reż. Jack Lemmon | [ 107 ]         |
| 1971 | Bananowy czubek                                               | Bananas                       | reż. Woody Allen | [ 108 ]         |
| 1972 | Wojna między mężczyznami a kobietami                          | The War Between Men and Women | | [ 109 ]         |
| 1973 | The World’s Greatest Athlete                                  | –                             | | [ 110 ]         |
| 1973 | Ocalić tygrysa                                                | Save the Tiger                | | [ 111 ]         |
| 1973 | Tacy byliśmy                                                  | The Way We Were               | reż. Sydney Pollack | [ 112 ]         |
| 1973 | Żądło                                                         | The Sting                     | obsada: Paul Newman, Robert Redford, Robert Shaw | [ 113 ]         |
| 1975 | Więzień Drugiej Alei                                          | The Prisoner of Second Avenue | | [ 114 ]         |
| 1977 | Szpieg, który mnie kochał                                     | The Spy Who Loved Me          | piosenka przewodnia: „Nobody Does It Better” | [ 115 ]         |
| 1977 | The Absent-Minded Waiter                                      | –                             | krótkometrażowy, obsada: Steve Martin, film był nominowany do Oscara za najlepszy film krótkometrażowy                                                                   | [ 116 ]         |
| 1978 | Za rok o tej samej porze                                      | Same Time, Next Year          | | [ 117 ]         |
| 1978 | Zamki na lodzie                                               | Ice Castles                   | | [ 118 ]         |
| 1979 | Zacznijmy od nowa                                             | Starting Over                 | reż. Alan J. Pakula | [ 119 ]         |
| 1979 | Rozdział drugi                                                | Chapter Two                   | | [ 120 ]         |
| 1980 | Jak za dawnych, dobrych czasów                                | Seems Like Old Times          | | [ 121 ]         |
| 1980 | Zwyczajni ludzie                                              | Ordinary People               | adaptacja muzyczna | [ 122 ]         |
| 1980 | Gilda na żywo                                                 | Gilda Live                    | Gilda Radner (postać: Lisa Loopner) zagrała na fortepianie „The Way We Were” (muz. Hamlisch)                                                                             | [ 123 ]         |
| 1982 | Wybór Zofii                                                   | Sophie’s Choice               | reż. Alan J. Pakula; obsada: Meryl Streep, Kevin Kline | [ 124 ]         |
| 1982 | Chcę być gwiazdą filmową                                      | I Ought to Be in Pictures     | | [ 125 ]         |
| 1983 | Romantyczna komedia                                           | Romantic Comedy               | | [ 126 ]         |
| 1984 | Tramwaj zwany pożądaniem                                      | A Streetcar Named Desire      | film telewizyjny (produkcję uhonorowano 4 nagrodami Emmy) | [ 128 ]         |
| 1985 | D.A.R.Y.L.                                                    | –                             | | [ 129 ]         |
| 1985 | Chór                                                          | A Chorus Line                 | reż. Richard Attenborough; obsada: Michael Douglas | [ 130 ]         |
| 1987 | Gdy nadchodzi czas                                            | When the Time Comes           | film telewizyjny | [ 131 ]         |
| 1987 | Trzech mężczyzn i dziecko                                     | Three Men and a Baby          | | [ 132 ]         |
| 1987 | The Return of the Six-Million-Dollar Man and the Bionic Woman | –                             | | [ 133 ]         |
| 1988 | Liza Minnelli in Sam Found Out: A Triple Play                 | –                             | kierownik muzyczny | [ 134 ]         |
| 1988 | Mały Nikita                                                   | Little Nikita                 | | [ 135 ]         |
| 1988 | David: historia prawdziwa                                     | David                         | film telewizyjny | [ 136 ]         |
| 1989 | Styczniowy człowiek                                           | The January Man               | obsada: Kevin Kline, Susan Sarandon, Mary Elizabeth Mastrantonio, Harvey Keitel, Danny Aiello, Rod Steiger, Alan Rickman; piosenka: „I Know the Feeling” (muz. Hamlisch) | [ 137 ]         |
| 1989 | Shirley Valentine                                             | –                             | piosenka: „The Girl Who Used to Be Me” (muz. Hamlisch) | [ 138 ]         |
| 1989 | Eksperci                                                      | The Experts                   | | [ 139 ]         |
| 1990 | Women and Men: Stories of Seduction                           | –                             | film telewizyjny | [ 140 ]         |
| 1991 | Zamienione przy urodzeniu                                     | Switched at Birth             | | [ 141 ]         |
| 1991 | Brakujące elementy                                            | Missing Pieces                | | [ 142 ] [ 143 ] |
| 1991 | Frankie i Johnny                                              | Frankie and Johnny            | obsada: Al Pacino, Michelle Pfeiffer | [ 144 ]         |
| 1994 | Nastroje serca                                                | Seasons of the Heart          | | [ 145 ] [ 146 ] |
| 1996 | Miłość ma dwie twarze                                         | The Mirror Has Two Faces      | reż. Barbra Streisand; obsada: Barbra Streisand, Jeff Bridges, Lauren Bacall, George Segal, Pierce Brosnan                                                               | [ 147 ]         |
| 2003 | Jak stracić chłopaka w 10 dni                                 | How to Lose a Guy in 10 Days  | Hamlisch w filmie (portretując samego siebie) zagrał na fortepianie (akompaniując Kate Hudson i Matthew McConaugheyemu) piosenkę autorstwa Carly Simon, „You’re So Vain” | [ 148 ] [ 149 ] |
| 2009 | Intrygant                                                     | The Informant!                | reż. Steven Soderbergh; obsada: Matt Damon | [ 150 ]         |
| 2013 | Wielki Liberace                                               | Behind the Candelabra         | reż. Steven Soderbergh; obsada: Michael Douglas, Matt Damon, Dan Aykroyd                                                                                                 | [ 151 ]         |